# Belisana sepaku
Belisana sepaku är en spindelart som beskrevs av Huber 2005. Belisana sepaku ingår i släktet Belisana och familjen dallerspindlar. Inga underarter finns listade.